# Saint-Julien-le-Roux
Saint-Julien-le-Roux är en kommun i departementet Ardèche i regionen Auvergne-Rhône-Alpes i sydöstra Frankrike. Kommunen ligger  i kantonen Vernoux-en-Vivarais som ligger i arrondissementet Tournon-sur-Rhône. År 2022 hade Saint-Julien-le-Roux 125 invånare.

## Befolkningsutveckling
Antalet invånare i kommunen Saint-Julien-le-Roux
Referens: INSEE